# Lourdes Ortega
Lourdes Ortega é uma linguista conhecida por seus trabalhos sobre aquisição de segunda língua no campo da linguística aplicada. É professora na Universidade de Georgetown. Foi editora do periódico Language Learning de 2010 a 2015.